# Øygardstølen
Øygardstølen (eller Ørnereden) er en tidligere støl, eller malkestald, lige oven for  Lysebotn som er bygget  om til et spisested. Stedet er også udgangspunkt for ture til Kjerag og er kun åben om sommeren, da vejen fra fra Lyse til Sirdalen, der  blev åbnet i 1984, er vinterlukket. Øygardstølen har udsigt til Lysebotn og ud over Lysefjorden. I 2006 havde Kjerag/Øygardstølen 27.375 besøgende.
Stølen er samlingspunkt for får, når de skal ned fra sommergræsning i området.